# 슈샤 (연예인)
마리아 다 그라사 "슈샤" 메네게우(포르투갈어: Maria da Graça "Xuxa" Meneghel, 1963년 3월 27일 ~ "쉬차")는 브라질의 배우, 가수, 방송진행자이다. 예명 슈샤는 어릴 때부터 쓰던 별명이며, 성인이 된 후 정식 이름에 덧붙였다.
브라질히우그란지두술주 산타호자에서 태어났다. 어릴 때 출판사에 캐스팅되어 잡지 모델로 나섰다. 10대 후반에 축구선수 펠레의 눈에 띄어 20대 초반까지 그와 교제했고, 이후 일약 유명 스타로 떠오르게 되었다. 펠레와 결별한 후로는 자동차 경주선수 아이르통 세나와 교제하기도 했다. 1980년대에서 1990년대 초반, 어린이 방송프로그램 진행자 겸 가수로 이름을 알렸고 큰 돈을 벌었다. 1991년 미국 경제전문지 포브스 선정 37번째로 수입이 많은 연예인이다.